# Hasso Herschel
Hasso Herschel (* März 1935 in Dresden) ist ein ehemaliger Fluchthelfer an der innerdeutschen Grenze, der etwa 1000 Menschen bei der Flucht aus der DDR geholfen hat.

## Leben
Herschel lebte 1953 in Dresden, wo er sich am Volksaufstand des 17. Juni an einer Demonstration beteiligte und verhaftet wurde. Er kam nach einigen Wochen wieder frei, wurde aber von der Oberschule verwiesen. Danach arbeitete er als Rangierer bei der Reichsbahn und konnte das Abitur an der Abendoberschule doch noch erwerben.
1954 begann er nach einer Absage in Dresden für ein Psychologiestudium an der Hochschule für Politik in West-Berlin zu studieren. Um seinen Lebensunterhalt neben seinem Stipendium aufzubessern, kaufte er mit seinem bei der Reichsbahn verdienten Geld in Ost-Berlin Waren ein, die er in West-Berlin zu einem besseren als dem gängigen Bargeldkurs zwischen DM-Ost und DM-West verkaufen konnte. Nachdem er dabei erwischt wurde, bekam er 1955 wegen Wirtschaftsverbrechen eine sechsjährige Haftstrafe, die er unter anderem in einem Arbeitslager der Schwarzen Pumpe verbrachte. Nach der Entlassung ging er wieder zur Reichsbahn, die ihm zu einem Studium an der Verkehrshochschule in Dresden ab 1959 verhalf. Im Oktober 1961 floh er mit einem aus dem Westen gebrachten, für ihn präparierten Schweizer Pass nach West-Berlin.

## Fluchthilfe
Herschel zog in West-Berlin in das Studentenheim Eichkamp und fand dort Anschluss an die studentische Fluchthilfe. Er wollte seine in der DDR verbliebene Schwester Anita Moeller und deren Familie in den Westen holen. Dafür engagierte er sich im Frühjahr 1962 zusammen mit den Italienern Domenico Sesta und Luigi Spina am 120 Meter langen Tunnel 29, der vom Keller eines zerbombten Hauses in der Bernauer Straße in West-Berlin nach Ost-Berlin in die Schönholzer Straße führte. Herschels Aufgaben waren neben dem Graben die Koordination der Fluchtwilligen. Durch den Tunnel, den etwa 30 Helfer gruben, flohen am 14. September 1962  29 Personen (daher der Name Tunnel 29), worunter sich auch seine Schwester und deren kleine Tochter Astrid Moeller befand. Er half auch in anderen Tunnelprojekten in Berlin, wie denen der Gruppe um Harry Seidel und der Girrmann-Gruppe.
Herschel hat etwa zehn Jahre lang Menschen in den Westen geschleust. Dabei nutzte er neben den Tunneln auch umgebaute Personenkraftwagen. Er beteiligte sich 1964 unter anderem an den Umbaukosten eines Cadillac von Burkhart Veigel. Mit dem Wagen, in dessen Armaturenbrett ein Personencontainer eingebaut war, schleusten sie etwa 80 Personen über andere Ostblockstaaten aus der DDR. Der Wagen wurde später an Wolfgang Fuchs verkauft, der ihn für weitere 50 Befreiungen nutzte. Andere Verfahren beinhalteten den Passtausch im Transitbereich des Prager Flughafens oder erforderten die Mithilfe eines Diplomaten. Später arbeitete Herschel als Gastronom in Berlin (Diskotheken, Restaurant). Daneben hatte er Auftritte als Statist in den Folgen 213, 214 (2002) und 307 (2004) der Fernsehserie Hinter Gittern – Der Frauenknast, bei der seine Schwester Anita Moeller für die Requisite zuständig war. Er lebt in der Uckermark.
Die Fluchthelfer waren meistens Idealisten. Sie widmeten sich teilweise ausschließlich der Fluchthilfe, wobei sie am Anfang auch alle Kosten übernahmen und sich oft verschuldeten. Als die Schulden und der Aufwand infolge der Perfektionierung der Mauer immer größer wurden, nahmen sie von den Flüchtlingen oder von deren westlichen Angehörigen ab 1962 Geld. Hasso Herschel war zu dieser Zeit durch den Verkauf der Filmrechte zum Tunnel 29 an den amerikanischen Fernsehsender NBC finanziell noch nicht in Bedrängnis. Sowie die Mauer zum Dauerzustand wurde, entwickelte sich die Fluchthilfe auch für ihn zu einem Unternehmen, das nicht mehr ausschließlich ehrenamtlich arbeiten konnte. Die Fluchthilfe erhielt keine öffentlichen Gelder. Dennoch wurde dadurch eine langsam verlaufende, etwa 1965 beginnende Tendenz weg vom studentischen Idealismus der Anfangszeit hin zu Geschäftemacherei und Ganoventum gefördert. Dieser kleinere Teil der Fluchthilfe war in der Öffentlichkeit besser bekannt als die der helfenden Idealisten. Wer Geld lediglich zur Deckung seiner Un- und Lebenskosten nahm wie Hasso Herschel, wird gelegentlich auch heute noch unberechtigterweise eigennützigen Schleppern zugerechnet.

## Rezeption
Hasso Herschels Leben war Grundlage für den 2001 ausgestrahlten Fernsehfilm Der Tunnel. Später (2011) drehte die Nichte Herschels Astrid Nora Moeller,  die er als Kleinkind mit ihrer Mutter durch den Tunnel 29 nach West-Berlin holte, den Dokumentarfilm Der Fluchthelfer – Wege in die Freiheit.

## Ehrungen
- 2012: Verdienstkreuz am Bande der Bundesrepublik Deutschland